# NGC 434

NGC 434

NGC 434 هي مجرة تتبع كوكبة الطوقان. اكتشفها جون هيرشل في 28 أكتوبر 1834.

## روابط خارجية
- NGC 434 على موقع ويكي سكاي: DSS2, SDSS, GALEX, IRAS, Hydrogen α, X-Ray, Astrophoto, Sky Map, Articles and images